# Visconti-Sforza Tarot

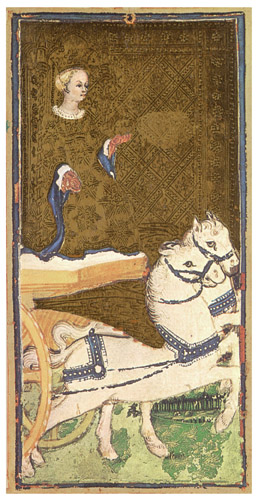
Visconti-Sforza Tarot Diadalszekér lapja; Milánó 1440. körül

A Visconti-Sforza Tarot kártyát más néven királyi Tarotnak is szokás említeni, hiszen fejedelem megrendelésére készült, a lapokon lévő figurák pedig uralkodók, hercegek és más magas rangú személyek képmásait jelenítik meg. Hasonlóan más Tarot kártyacsomagokhoz, szintén 78 lapból áll, melyben 22 lap a Nagy Árkánumhoz tartozik. A Nagy Árkánum lapjait szokás tromf, másképpen triomfi, vagyis ütős lapoknak is nevezni. A csomagban 56 kártyalap az úgynevezett Kis Árkánumhoz tartozik, melyben 14-14 Botok, Kelyhek, Kardok és Érmék lapok vannak. A 14-es egységen belül pedig 4 udvari lap, azaz 1 Apród, 1 Lovag, 1 Királynő és 1 Király található, valamint 1 Ász és 9 darab 2-től 10-ig számozott lap.
A történészek szerint a Tarot kártya csupán egy kártyajáték, ám nincs bizonyítása annak, hogyan is kell játszani vele. Ellenben jóskártyaként való jelentéstartalmáról már 1400-as évekbeli leiratban is találkozhatunk, pontosabban a Sermones de Ludo cum Aliis-ban.
A Visconti-Sforza Tarot kártya exkluzív, pompás megjelenéséből fakadóan nem a közember számára készült, hanem elsősorban uralkodói tanácsadás célját szolgálta, másodsorban a kívánt jövőt vetítették előre a képek ábrái által. Mindezek mellett a megrendelő és családja dicső tetteiről is megemlékeztek az igényes kidolgozású kártyalapokon.

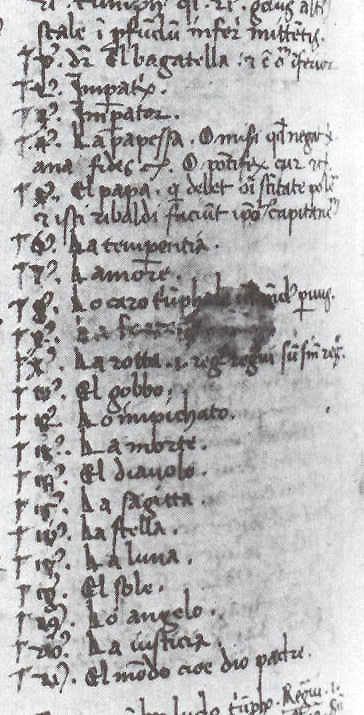
Sermones de Ludo cum Aliis, Tarot kártyalapok leírása az 1400-as évekből

A 78 lapból négy hiányzik, az Ördög, a Torony, a Kardok 3 és az Érmék Lovagja. A meglévő 74 lapból  68-at Bonifazio Bempo festett. Az Erő, a Kiegyenlítődés, a Csillag, a Hold, a Nap és a Világ kártya más mester munkája, körülbelül 30-40 évvel később készültek. Egyesek szerint Sandro Botticelli keze nyomát dicsérik e lapok, hiszen ő is a család festője volt. Bár próbálta követni Bempo mester vonalvezetését, de az izmok és ízületek erőteljes hangsúlyozása, kontúrozása állítólag róla árulkodik.
A kártyasor eredendően a Visconti Sforza család sikeres jövőjét kívánta bemutatni, ám idővel a korábban feltételezett utódok megszülettek, diadalmaskodtak, s így lehetséges, hogy a leszármazottak maguk aktualizálták az említett kártyalapokat. A Visconti-Sforza utódok, különösen a leányok, tetszetős külsővel és nagy vagyonnal rendelkeztek, ezért a korabeli média, vagyis az oltár és templomi képek főszereplőivé váltak. Természetes, hogy nagyanyjuk, dédanyjuk kártyasorán is magukat kívánták látni.

## Paraméterek és egyéb adatok
A kártyák mérete: 175x87 mm
Anyag: vastag karton
Festés: kézi festés.  A Nagy Árkánum lapjai aranyozott háttérrel készültek. A Botok sorozat udvari lapjain a ruházat ezüst, míg a Kelyhek sorozat udvaroncai arany öltözetben pompáznak. A festékek közt lápis lazuli féldrágakő alapanyag is található.
Stílus: reneszánsz

## A Visconti-Sforza Tarot históriája

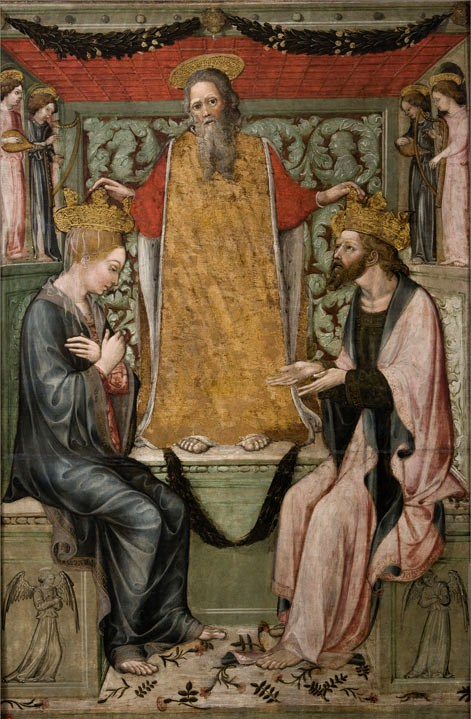
Bianca Maria Visconti és Francesco Sforza Bonifazio Bempo festményén; Milano, 1467.

Egyes források szerint Filippo Maria Visconti (1369 – 1424) milánói fejedelem készíttette 1441-ben nászajándékként leánya, Bianca Maria Visconti (1425-1468) és Francesco Sforza (1401 – 1466) hadvezér menyegzőjére. Tekintettel arra, hogy 8 udvari lapon és néhány tromfon a házaspár elsőszülött gyermeke, Galeazzo Maria Sforza (1444 – 1476) látható, valószínűsíthető, hogy az első gyermek és a második gyermek, pontosabban a második fiúgyermek megszületése közötti időszakban készült a kártyasor, vagyis 1444. és 1449. között.
A kártya elkészítésére Bonifazio Bempo (1420 – 1482) művészt kérték fel, aki Bianca Maria kedvenc festője volt. A mester számtalan alkotáson, oltárképen örökítette meg az uralkodó párt, majd később a gyermekeiket. Mint a klasszikus korok művészei, Bonifazio is foglalkozott okkultizmussal, szimbolikával, heraldikával. A klasszikus korokban úgy próbáltak a jövendőre hatni, hogy előre lefestették, megrajzolták, kőbe vésték az óhajtott diadalt. Ez igen jellemző a heraldikára is.
Egyes feltételezések szerint az elsőszülött gyermek asztrológiai képlete fájdalomra adott okot az édesanyának, vagyis látható volt benne a fiatalkori halál, ezért Bonifazio mester javaslatára Tarot sorozatot csináltatott, melyben több ízben sikeres felnőttként, pompás ruhában és környezetben került ábrázolásra Galeazzo Maria Sforza. Más feltételezések szerint, az anya megérezte fia élethosszát. Szinte minden lap a Visconti-Sforza család diadalmas uralkodói, hódítói életéről beszél, míg az úgymond „rossz” jelentéssel bíró lapokra az ellenségek képmásai kerültek.
E kártyasor Nagy Árkánuma nem volt számozva, csak évszázadokkal később, a hasonmás kiadásoknál jelenítették meg a számozást.

## A kártyalapok általános jelentése és a bennük rejlő történetek

### 0. A Bolond
Az ágrólszakadt, rongyos külsejű alak fején megtépázott tollak jelzik, hogy a Bolond nem más, mint a Visconti-Sforza család ellensége, a Tacchini, vagyis olaszul a Pulyka család feje.
Korabeli jelentéstartalom: Kolduslét, elszegényedés, megalázottság.
Mai jelentéstartalom: Egyszerű élet, az „Én” felvállalása, tánc a szakadék szélén.

### I. A Mágus
A kreatív alkotó mágus személyében Bonifazio Bempora ismerhetünk. A művész önmagát festette a kártyaképre, a „B” betűt formáló kalap jelzi gyakorlatilag a signót.
Jelentéstartalom: Kreativitás, ötlet, cselekvés, munka, alkotás, okkultizmus, mágia.

### II. Főpapnő, más néven Pápanő
A képen Bianca Maria Visconti felmenője, a milánói apátnő, Manfreda nővér látható.
Jelentéstartalom: Hallgatni arany, tudás, tanulás, bölcsesség, csend.

### III. Az Uralkodónő
A királynői trónon természetes Bianca Maria képmása található. A fejedelemasszony a családi címer azon ábráját tartja a kezében, mely hitvese házasságuk előtti jelképe volt. Így jelzi, hogy kézben tartja urát, s annak hírnevét.
Jelentéstartalom: Anya, anyaság, termékenység, hatalom, a hatalom kézben tartása.

### IV. Az Uralkodó
A trónon Francesco Sforza fejedelem ül, kezében az országalmával, és koronáján a családi címer rá vonatkozó ábrájával. Hitvese még a kártyákon sem ossza meg vele a Visconti ház kígyós jelképét. A kártya elkészültekor Francesco Sforza a negyvenes éveiben járt, tehát az alkotó egy jövőbeli időszakot jelenített meg, vagyis azt, hogy Francesco Sforza még élemedett korában is a trónon fog ülni.
Jelentéstartalom: Uralni a világot, kézben tartani mindent és mindenkit, dolgot, eseményt, személyt.

### V. A Főpap, más néven a Pápa
Szintén rokon képmása található a kártyán. Ezt bizonyítja a Főpap ruháján látható családi szimbólum, a hatszögletű szökőkút. Az úr nem más, mint Francesco Sforza testvére, Carlo Gabriele milánói érsek. E lapon is a jövendőt kívánta megidézni az alkotó azzal, hogy előrevetítette a pápai trón elfoglalását.

### VI. A Szerelmesek
A feltételezések szerint a kártyaképen Bianca Maria Visconti és Francesco Sforza látható a kézfogójuk pillanatában. Tudható, hogy Sforza fejedelem fekete, illetve később ősz hajú volt, az ábrán pedig az udvari lapokon is megjelenő Galeazzo Maria Sforza, vagyis az elsőszülött gyermek látható. Tehát a Szerelmesek lapja szintén egy jövőbeni elképzelést örökít meg, mégpedig Galeazzo menyegzőjét.
Jelentéstartalom: Szerelem, szeretet, érzelem, esküvő, szívvel látni.

### VII. A Diadalszekér
A diadalszekéren Bianca Maria ül, kezében a hatalom jelképe, fején a hercegség koronája. E pillanat a sikeres hódításokat, csatákat és az uralmi helyzet további folytatását kívánta megörökíteni.
Jelentéstartalom: Haladás, siker, győzelem, utazás.

### VIII. Az Igazság
Justiciának, az igazság és a törvény istennőjének a hatalmi szimbólumait tartja Bianca Maria a kezében. Koronás feje felett Galeazzo fia száguld tova a jövőbe, beteljesítve a törvényt, miszerint az elsőszülött viszi tovább a fejedelmi rangot.
Jelentéstartalom: Igazság, törvény, szabály, objektivitás, döntés érzelemmentesen. Mai értelmezésben jogi vitát és állandó munkát is jelent e kártyakép.

### IX. A Remete
Egy jómódú bölcs családi barát látható a kártyán, kezében egy homokórával, melynek a felső része látványosan telve van. Ez azt jelenti, hogy az öregúrnak még sok ideje van hátra, legalábbis ezt a jövőt kívánták a kedves ismerősnek. Később e lap jelentette az időt, az idő múlását. Az utókor az újabb kártyatípusokon egyszerű öltözetűvé változtatta az öregurat, és lámpást adott a kezébe, s így valóban remete lett a korábbi rangos úr.
Jelentéstartalom: Bölcsesség, csend, meditáció, elmélkedés, idő, elzárkózás a zajos világtól.

### X. A Szerencsekerék, más néven a Kerék
Kétség nem fér hozzá, hogy a szerencse istennőjének a szerepében Bianca Maria látható, hiszen a ruháján ott a hatszög, az egyik családi szimbólum. A vörösesszőke hajú ifjak egyértelműen az utódai, és a koldusbotra jutott idős férfi igencsak hasonlít az Uralkodó kártyán megörökített hites párjára. E kártyakép Bianca Mariának az uralkodói családban elfoglalt helyét jelképezi, miszerint azt az utódját ülteti a trónra, akit kénye kedve diktál, még ha az egy szamár is, és azt hajít le onnan, akit akar. Hogy az ő utódairól van szó, azt a jellegzetes vörösesszőke árnyalatú haj jelzi. Ez igencsak fontos motívum, mert Francesco Sforza 45 gyermeket hagyott hátra ágyasai, szeretői által. Így az ábrán véletlenül sem szerepel sötét hajú figura, merthogy Francesco Sforza eredetileg szénfekete hajú volt. Az Uralkodóra emlékeztető sínylődő alak nem feltétlenül Francesco Sforza, hanem Francesco Sforza korábbi kapcsolataiból származó immár felnőtt férfit, esetleg férfiakat is jelképezheti. Más értelmezések szerint, e jelenet azt kívánja üzenni, hogy Bianca Maria utódai – képességeiktől függetlenül – a szélrózsa minden irányában ott lesznek. Ez meg is valósult, hiszen vérei Európa minden uralkodóházába bekerültek.

### XI. Az Erő
A kártyalapon éppen egy Visconti-Sforza sarj náspángolja Velence totemállatát, az oroszlánt, mivel Milánó és Velence többnyire hadban állt egymással. Látható, hogy e lap később készült, más mester, állítólag Sandro Botticelli által.
Korabeli jelentéstartalom: Erő, bátorság, fölény, fizikai kényszer mások felett, móresre tanítás.
Mai jelentéstartalom: A lélekben lakozó vadállat legyőzése; Többet ésszel, mint erővel.

### XII. Az Akasztott ember
A korabeli törvénykezéshez hozzátartozott, hogy az árulókat egyik lábuknál fogva két oszlop közé kifeszített kötélre kötözték, a kezeit pedig hátra feszítették. A kártyakép üzenete, hogy az árulónak büntetés jár, még ha az egy családtag is.
Korabeli jelentéstartalom: Árulás, büntetés, felfüggesztés.
Mai jelentéstartalom: Mártír, vezeklés, más nézőpont, kényszerpihenő, függő helyzet.

### XIII. A Halál
A lapon nem a klasszikus kaszás látható, hanem inkább egy szellem. A koponyán szintén egy családi szimbólum látható, a szalag, mely érinti az életet jelképező íjat. A szalag, könnyedén, szárny módjára lebben, akárcsak egy szellem. A kép üzenete, hogy a Visconti-Sforzák a halálon túlról is segítik egymást, ha kell, szellemekként szállnak síkra, és még fegyvert is ragadnak.
Jelentéstartalom: Halál, befejezés, vég, lezárás, tisztelet az ősöknek, a szellem hatalma a test felett.

### XIV. A Kiegyenlítődés
Szintén családi szimbólum a jellegzetesen hurkolt csomó, mely a képen lévő női alak derekán látható. A hölgy nem más mint Bianca Riario Visconti-Sforza leszármazott, akit Sandro Botticelli Tavasz című festményén megörökített a három grácia baloldali alakjaként szinte ugyanebben a pozitúrában. Ez a kártyakép is jóval később került a sorozatba, miután az eredeti elveszett, illetve, amikor az Uralkodónőnek már felnőtt unokái voltak.  A képen a tündéri alak az élet vízét önti egyik kancsóból a másikba a termékenységet szimbolizálva. Az alkotó így kíván egészséget és gyarapodást a Visconti-Sforza lányoknak.
Jelentéstartalom: Egészség, siker, kiegyensúlyozottság, harmónia.

### XV. Az Ördög
A Pierpont-Morgan Bergamo Visconti-Sforza kártyasorozatból hiányzik az Ördög lap, ám a későbbi hasonló sorozatokban már megtalálható. Természetesen a meglévő lapok alapján állította elő a későbbi alkotó. A dolog érdekessége, hogy az ördög arcvonásai tökéletesen megegyeznek az 1475-ben született Cesare Borgia hadvezér arcvonásaival, legalábbis, ahogyan Altobello Melone lefestette őt 1500 körül. A Borgiák ez idő tájt esküdt ellenségei voltak a Sforzáknak. A kártya megrendelője gyakorlatilag pokolfajzatoknak tartotta a Borgiákat vagy legalábbis kárhozatra kívánta őket.
Jelentéstartalom: Pokol, kín, ördögi energiák, kárhozat, rombolás, túlfűtött szexualitás.

### XVI. A Torony
E lap eredetije sem található a Pierpont-Morgan Bergamo kártyasorban, ám egy későbbi alkotó, hogy kiegészítse a paklit, mintha Cesare Borgia, és apja, a hírhedt Borgia pápa rangvesztését festette volna le. Két azonos kinézetű, valószínűleg egy családba való férfi zuhan, vagyis, ha az egyik elveszíti a hatalmát, akkor a másik méltósága, ereje is a porba hullik.
Jelentéstartalom: Rangvesztés, összeomlás, tragédia.

### XVII. A Csillag
E lap is később készült, ugyanattól az alkotótól, aki Az Erő és A Kiegyenlítődés lapját festette. Szintén Sforza lány illetve unoka található a képen, Stella Landriani. Stella olaszul Csillát illetve Csillagot jelent. Az itt látható alak ugyanabban a testtartásban van, mint Sandro Botticelli Tavasz című festményének a baloldali gráciája, vagyis tudhatóan Stella Landriani.
Jelentéstartalom: Remény, reménycsillag, siker.

### XVIII. A Hold
Az említett híres Botticelli festmény harmadik gráciája, Caterina Sforza látható a képen. A két ábrázoláson hasonlatos a kéztartás. A hosszú vöröses árnyalatú haj összeér a derékról lógó övvel. Az öv ugyanazt a hullámvonalat rajzolja, mint Vénusz haja a Vénusz születése című híres Botticelli képen, ahol a modell köztudottan Caterina Sforza volt. A nőiesség megtestesítője a nőiesség szimbólumát a Holdat fogja a kezében. E lap állítólag szintén Botticelli munkája.
Jelentéstartalom: Nőiesség, anyaság, álom, kétarcúság, megérzés, intuíció.

### XIX. A Nap
A Nap szórja sugarait megtermékenyítve a Földet, életeket adva. E Sforza utódoknak szánt jövendőt festette a kártyára a korabeli mester. Ez valóban így alakult, mert nemcsak Francesco Sforza nemzett sok-sok gyermeket, hanem az egész család rendkívül termékeny volt. Szinte az összes Sforza sarj legalább négy, ám többnyire hat vagy nyolc utódot nemzett. E lap szintén Botticelli munkájára emlékezteti az utókort.
Jelentéstartalom: Fényesség, világosság, szaporulat, mezítelen valóság, egyértelműség.

### XX. A Végítélet
A Sforzák feltámadása, örök üdvözülése látható a kártyaképen. E magasztos állapot érvényes fiatalon és idősen elhunyt családtagra, legyen az leány vagy fiú, idős vagy fiatal – olvasható le a sírban lévő alakokról. Az Úristen modellje az idős hercegi fejedelem Filippo Maria Visconti volt. Az angyalkák természetesen Visconti-Sforza utódokat jelölnek.
Jelentéstartalom: Feltámadás, újjászületés, végítélet, hamvaiból feltámad.

### XXI. A Világ
A világ kerek, s a világ maga a milánói Sforza palota, a Castello Sforzesco, mely mindig, állandóan a hatalom csúcsán van. A két angyali gyermek, vagyis a Visconti-Sforza utódok által magasra emelt palota kép védelmi körben helyezkedik el, mely egyben kerek világunk is. A csúcsra és a magasságokba való törekvést a hegy, valamint a két gyermek összeérő karja jelképezi. A megrendelő egy üzenetet is hátrahagy az utódainak: Tartsátok kézben a hatalmat, óvjátok meg a családi birodalmat! Tiszteljétek, emeljétek magasba a hercegséget!
Jelentéstartalom: Teljesség, végső cél, siker, boldogság.

### A Kis Árkánum lapjai
A Botok és a Kardok lapjain az egyik Visconti-Sforza szimbólum mutatkozik, a szalag, mégpedig a család „Abon droyt” jelmondatával, melynek egyszerű fordítása a „méltóképpen” vagy „jobban a jónál” lehetne. Az Érmék lapjain, pontosabban az érméken indás sugarú nap látható, mely ismétlődő háttér a Nagy Árkánum lapjain is.  A nap szintén családi jelkép, mint a hatszögletű szökőkút, mely a Kelyhek lapjainak a fő motívuma. Az apródok, a lovagok és a királyok mindannyian Visconti-Sforza utódok, viszont minden királynői trónon Bianca Maria ül.
A Kis Árkánum elemenkénti jelentéstartalma megegyezik más hasonló típusú Tarot kártyasor üzenetével:
- Botok – Ötlet, szikra, szenvedély, harc, gyorsaság.
- Kardok – Gondolat, elmélkedés, szabadság.
- Kelyhek – Érzelem, szeretet, szerelem.
- Érmék – Anyag, anyagi lét, gazdaság.

Az apródok a tanulást és a fejlődést szimbolizálják, a lovagok haladást és célkitűzéseket, a királynők és a királyok pedig a hatalmat és a méltóságot jelentik. Az ászok a csodák általi megvalósulásokat jelképezik, illetve bizonyos esetekben jokernek számítanak.

## Kirakási modell
Mivel a [Tarot] kártya a Négy Elem tanára épül ezért a korabeli avatott okkultisták egy-egy kérdés feltevése után 4 vagy 12 lapból olvasták ki a jövendőt.
A Kereszt – Klasszikus kirakási és egyben sorselemző módszer a Kereszt, amikor is a lefordított kiterített lapokból 1-et kiemelve letesznek az asztalra, majd kereszt alakban illetve az iránytű szerint 1-1 lapot fölé, alá, jobb- és baloldalra helyeznek képpel lefelé fordítva. Ha a kérdező általános jövendője a kérdés, akkor a középső lap a kérdező saját sorsához való hozzáállását jelenti. A kereszt alsó szára a társakkal, a szabadsággal és az önállósággal kapcsolatos jövőt mutatja. A felső szár az anyagi jövendőt jelzi, a baloldali az erőt és az egészséget, a jobboldali pedig az érzelmi életet. Mai értelmezéseknél, ahol „rossz dolgok” mutatkoznak, ott megoldásokat kell keresni újabb lapok húzásával.
Ha  egy bizonyos témakörre kérdeznek rá, például hogyan alakul a kérdező szerelmi élete, akkor csak a középső és a jobboldali lapot kell színre fordítani és elemezni.
Egyéb modellek a Tarot szócikknél találhatóak.

## A kártyasor jelene
A 74 meglévő kártyából 35 lap a New York Cityben lévő Pierpont Morgan könyvtárban, 26 lap a Carrarai akadémián, és 13 lap magán gyűjteményként a bergamói Colleoni család birtokában található.

## Másolatok
Cary-Yale Visconti-Sforza Tarot: A Yale egyetem Cary gyűjteményében található 67 kártyalap szinte egyidős a Pierpont-Morgan Bergamo kártyasorral és szintén Bonifazio Bempo az alkotójuk.
Brera-Bambrilla Visconti-Sforza Tarot: Giovanni Bambrilla vásárolta 1900-ban a 48 lapból álló kártyasort, melyet szintén Bonifazio Bempo készített 1460 körül. Jelenleg a milánói Brera Galériában található.
Visconti-Sforza Pierpont Morgan Tarot: Az eredeti Pierpont-Morgan Bergamo kártyasor modern nyomdatechnikával készült hű másolata. Grafikus: Stuart R. Kaplan. Kiadó: U. S. Game Systems 1988.
Golden Tarot: Visconti-Sforza Tarot Deck: Az itt tárgyalt kártyasor reprodukciója matt arany színezéssel. Grafikus: Mary Packard. Kiadó: Radar Communications, 2013.
Visconti-Sforza Tarot: Mai reprodukció, mely fényes aranyfóliával imitálja a nemesfém színezés csillogását. Kifejezetten exkluzív megjelenésű kártyasor, eredeti szépséget kívánta tükrözni a grafikus. Grafikus: Atanas Atanassov. Kiadó: Lo Scarabeo, 2016.